# Schaatsen op de Olympische Winterspelen 1924

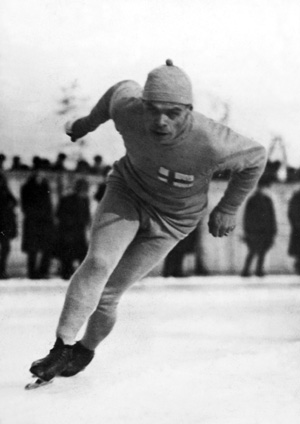
Clas Thunberg in actie op de Olympische Winterspelen 1924

Schaatsen is een van de sporten die beoefend werden tijdens de Olympische Winterspelen 1924 in Chamonix-Mont-Blanc, Frankrijk. De schaatswedstrijden werden gehouden in het Stade Olympique de Chamonix.
Het was de eerste en enige editie met een allround titel, die door de Fin Clas Thunberg werd gewonnen. Hij domineerde het schaatsen door op alle afstanden een medaille te winnen: drie gouden medailles (1500 en 5000 meter en allround), één zilveren (10.000 meter) en één bronzen medaille (500 meter).

## Heren

### 500 m
| Rang   | Sporter(s)             | Land | Tijd   | Verschil |
| ------ | ---------------------- | ---- | ------ | -------- |
| Goud   | Charles Jewtraw        | USA  | 44,0   | OR       |
| Zilver | Oskar Olsen            | NOR  | 44,2   | + 0,2    |
| Brons  | Roald Larsen           | NOR  | 44,8   | + 0,8    |
| Brons  | Clas Thunberg          | FIN  | 44,8   | + 0,8    |
| 5      | Asser Wallenius        | FIN  | 45,0   | + 1,0    |
| 6      | Axel Blomqvist         | SWE  | 45,2   | + 1,2    |
| 7      | Charles Gorman         | CAN  | 45,4   | + 1,4    |
| 8      | Harald Strøm           | NOR  | 45,6   | + 1,6    |
| 8      | Joe Moore              | USA  | 45,6   | + 1,6    |
|        |                        |      |        |          |
| 19     | Louis De Ridder        | BEL  | 52,8   | + 8,8    |
| 22     | Gaston Van Hazebroeck  | BEL  | 55,8   | + 11,8   |
| 23     | Philippe Van Volckxsom | BEL  | 56,4   | + 12,4   |
| 26     | Marcel Moens           | BEL  | 1.02,2 | + 18,2   |

### 1500 m
| Rang   | Sporter(s)             | Land | Tijd   | Verschil |
| ------ | ---------------------- | ---- | ------ | -------- |
| Goud   | Clas Thunberg          | FIN  | 2.20,8 | OR       |
| Zilver | Roald Larsen           | NOR  | 2.22,0 | + 1,2    |
| Brons  | Sigurd Moen            | NOR  | 2.25,6 | + 4,8    |
| 4      | Julius Skutnabb        | FIN  | 2.26,6 | + 5,8    |
| 5      | Harald Strøm           | NOR  | 2.29,0 | + 8,2    |
| 6      | Oskar Olsen            | NOR  | 2.29,2 | + 8,4    |
| 7      | Harry Kaskey           | USA  | 2.29,8 | + 9,0    |
| 8      | Charles Jewtraw        | USA  | 2.31,6 | + 10,8   |
| 8      | Joe Moore              | USA  | 2.31,6 | + 10,8   |
|        |                        |      |        |          |
| 17     | Gaston Van Hazebroeck  | BEL  | 2.54,8 | + 34,0   |
| 19     | Louis De Ridder        | BEL  | 3.01,8 | + 41,0   |
| 20     | Philippe Van Volckxsom | BEL  | 3.14,6 | + 53,8   |
| 21     | Marcel Moens           | BEL  | 3.16,8 | + 56,0   |

### 5000 m
| Rang   | Sporter(s)            | Land | Tijd    | Verschil |
| ------ | --------------------- | ---- | ------- | -------- |
| Goud   | Clas Thunberg         | FIN  | 8.39,0  | OR       |
| Zilver | Julius Skutnabb       | FIN  | 8.48,4  | + 9,4    |
| Brons  | Roald Larsen          | NOR  | 8.50,2  | + 11,2   |
| 4      | Sigurd Moen           | NOR  | 8.51,0  | + 12,0   |
| 5      | Harald Strøm          | NOR  | 8.54,6  | + 15,6   |
| 6      | Valentine Bialas      | USA  | 8.55,0  | + 16,0   |
| 7      | Fridtjof Paulsen      | NOR  | 8.59,0  | + 20,0   |
| 8      | Richard Donovan       | USA  | 9.05,3  | + 26,3   |
|        |                       |      |         |          |
| 17     | Gaston Van Hazebroeck | BEL  | 10.13,8 | + 1:34,8 |
| 21     | Marcel Moens          | BEL  | 11.30,4 | + 2:51,4 |

### 10.000 m
| Rang   | Sporter(s)       | Land | Tijd    | Verschil |
| ------ | ---------------- | ---- | ------- | -------- |
| Goud   | Julius Skutnabb  | FIN  | 18.04,8 | OR       |
| Zilver | Clas Thunberg    | FIN  | 18.07,8 | + 3,0    |
| Brons  | Roald Larsen     | NOR  | 18.12,2 | + 7,4    |
| 4      | Fridtjof Paulsen | NOR  | 18.13,0 | + 8,2    |
| 5      | Harald Strøm     | NOR  | 18.18,6 | + 13,8   |
| 6      | Sigurd Moen      | NOR  | 18.19,0 | + 14,2   |
| 7      | Léon Quaglia     | FRA  | 18.25,0 | + 20,2   |
| 8      | Valentine Bialas | USA  | 18.34,0 | + 29,2   |

### Allround
| Rang   | Sporter(s)      | Land | Punten | 500 m | 1500 m | 5000 m | 10.000 m |
| ------ | --------------- | ---- | ------ | ----- | ------ | ------ | -------- |
| Goud   | Clas Thunberg   | FIN  | 5,5    | 1,5   | 1      | 1      | 2        |
| Zilver | Roald Larsen    | NOR  | 9,5    | 1,5   | 2      | 3      | 3        |
| Brons  | Julius Skutnabb | FIN  | 11     | 4     | 4      | 2      | 1        |
| 4      | Harald Strøm    | NOR  | 17     | 3     | 5      | 5      | 4        |
| 5      | Sigurd Moen     | NOR  | 17     | 5     | 4      | 3      | 5        |
| 6      | Léon Quaglia    | FRA  | 25     | 6     | 7      | 6      | 6        |
| 7      | Alberts Rumba   | LAT  | 27     | 7     | 6      | 7      | 7        |
| 8      | Leon Jucewicz   | POL  | 32     | 8     | 8      | 8      | 8        |

## Medaillespiegel
| Plaats | Land      | NOC    | Goud | Zilver | Brons | Totaal |
| ------ | --------- | ------ | ---- | ------ | ----- | ------ |
| 1      | Finland   | FIN    | 4    | 2      | 2     | 8      |
| 2      | USA       | USA    | 1    | 0      | 0     | 1      |
| 3      | Noorwegen | NOR    | 0    | 3      | 4     | 7      |
| Totaal | Totaal    | Totaal | 5    | 5      | 6     | 16     |

Chamonix 1924 · 
St. Moritz 1928 · 
Lake Placid 1932 · 
Garmisch-Partenkirchen 1936 · 
St. Moritz 1948 · 
Oslo 1952 · 
Cortina d'Ampezzo 1956 · 
Squaw Valley 1960 · 
Innsbruck 1964 · 
Grenoble 1968 · 
Sapporo 1972 · 
Innsbruck 1976 · 
Lake Placid 1980 · 
Sarajevo 1984 · 
Calgary 1988 · 
Albertville 1992 · 
Lillehammer 1994 · 
Nagano 1998 · 
Salt Lake City 2002 · 
Turijn 2006 · 
Vancouver 2010 · 
Sotsji 2014 · 
Pyeongchang 2018 · 
Peking 2022 · 
Milaan 2026
Lijst van olympische medaillewinnaars
Bobsleeën · Curling · Kunstrijden · Langlaufen · Militaire patrouille · Noordse combinatie · Schaatsen · Schansspringen · IJshockey